# Guerre des Cœurs d'Alène
Guerres indiennes
La guerre des Cœurs d'Alène est un conflit armé qui opposa de mai à septembre 1858 l'armée des États-Unis aux peuples amérindiens Cœurs d'Alène, Palouses et Spokanes dans le Nord-Ouest des États-Unis. Elle fait suite à la guerre Yakima.

## Contexte
Malgré la fin de la guerre Yakima de 1855-1856, les tensions entre les tribus amérindiennes du Nord-Ouest des États-Unis et les Blancs qui continuent de traverser leurs terres par centaines restent vives. En mai 1858, le lieutenant-colonel Edward J. Steptoe quitte Fort Walla Walla avec 158 hommes afin d'enquêter sur des meurtres de mineurs qui auraient été commis par des Palouses. Le 16 mai, ils sont encerclés par près d'un millier d'Amérindiens qui les contraignent à se replier en abandonnant leur artillerie. En réponse à cet affront, le brigadier général Newman S. Clarke (en), commandant le département du Pacifique, décide d'envoyer une importante force militaire contrer les Amérindiens.

## Déroulement du conflit
Dans l'été 1858, le major Robert S. Garnett part de Fort Simcoe afin de poursuivre les Palouses impliqués dans les meurtres. Ces derniers sont rapidement appréhendés et plusieurs d'entre eux sont exécutés, poussant le reste des fugitifs à trouver refuge chez les Spokanes.
Dans le même temps, le colonel George Wright a quitté Fort Walla Walla avec environ 600 hommes en suivant la piste empruntée par Steptoe afin de soumettre les Amérindiens hostiles. Les 1er et 5 septembre, les Amérindiens sont défaits lors des batailles de Four Lakes et de Spokane Plains qui mettent un terme au soulèvement amérindien dans le Nord-Ouest.
À la fin septembre, les Spokanes, Palouses et Cœurs d'Alène hostiles ont tous effectué leur reddition et 15 d'entre eux accusés d'avoir incité à l'attaque de Steptoe sont exécutés.